# Acalolepta gracilis
Acalolepta gracilis är en skalbaggsart som först beskrevs av Stefan von Breuning 1938.  Acalolepta gracilis ingår i släktet Acalolepta och familjen långhorningar. Inga underarter finns listade i Catalogue of Life.